# Самсонов, Лев Николаевич
Лев Никола́евич Самсо́нов (псевдоним Л. Н. С.) (1839 — октябрь 1882, Киев) — актёр-писатель, автор воспоминаний. Печатался в «Новом Времени» и «Киевлянине», а потом были изданы отдельной книжкой под заглавием: «Пережитое» (из записок актёра). В журнале «Русская сцена» (изд. Н. В. Михно) напечатал несколько пьес (поставлены не были).

## Биография
Происходил из мещан.
Учился в Главном педагогическом институте. По его окончании назначен в начале 1860-х годов старшим учителем второй харьковской гимназии, но через год оставил службу и поступил на сцену. Играл в Харькове, Одессе, Киеве и других городах южной России, несколько лет был режиссёром киевской труппы.  Женился в 1863 году и на третий месяц овдовел. Вторая супруга страдала психическим расстройством.
Скончался в октябре 1882 года в Киеве от острого отравления алкоголем.

## Сочинения
«Провинциальный актёр», драма («Русский вестник», 1862, кн. 12), «Очередная», драма («Русская сцена», 1864, кн. 9), «Из записок актёра» (там же, 1865, кн. 1—3), «Сказка про белого быка; нечто о современной драматургии» (там же, 1865, кн. 4—5), «Последний метафизик», комедия (там же, кн. 6-7), «Театральное дело в провинции» (Одесса, 1875), «Пережитое, мечты и рассказы русского актёра» (СПб., 1880), «Муха на носу», повесть («Литературный журнал», 1881, № 6), и другие.